# Otto Stenzel
Otto Stenzel, (anche Otto Stenzeel, nato Otto Carl Johann Stenzel) (Berlino, 12 aprile 1903 – Baden-Baden, 7 marzo 1989), è stato un musicista, direttore d'orchestra, compositore di colonne sonore tedesco.

## Biografia
Otto Stenzel suonò a Berlino negli anni '20 nella Boston-Club-Tanzorchester sotto la direzione di Bernard Etté, fu direttore di banda cinematografica all'UT Kurfürstendamm dal 1926 al 1930 e alla fine del decennio lavorò tra l'altro come compositore cinematografico per i film muti Die schönsten Beine von Berlin (1927, regia: Willi Wolff), Menschen am Sonntag (1929, regia: Robert Siodmak e altri), Mascottchen (1928/29, regia: Felix Basch) e per Tagebuch einer Verlorenen (1929, regista: Georg Wilhelm Pabst). Dal 1930 diresse l'orchestra teatrale della Scala di Berlino; In questo periodo registra diversi dischi con l'orchestra, come Sag' beim Abschied leise Servus (1936, voce di Luigi Bernauer, Odeon A272082), Wenn ich vergnügt bin muss ich singen (1937, con Kurt Mühlhardt, Kristall 3654), So schön hab'n die Geigen noch nie gespielt (Brillant 243, voce Max Mentor), Wir kurbeln an (Electrola 2675), Penny Serenade (Gloria 21285), La Cucaracha (Tempo 4036), Lasst uns Tanzen (1939, voce Wilfried Sommer, Gloria 41328), Sonnenschein für alle (1939, voce Humoresk Melodios, Gloria 41283) e Musik! Musik! Musik! (di Peter Kreuder, dal film Hallo, Janine! di Marika-Rökk). Nell'orchestra di Stenzel suonavano Mike Danzi e Franz Thon.
Nell'ottobre 1939, Stenzel fu temporaneamente arrestato per ordine di Joseph Goebbels insieme alla cantante Anita Spada, al direttore stampa della Scala Will Meyer e al presentatore Heinz Heimsoth.
Il direttore d'orchestra non deve essere confuso con l'omonimo vicedirettore Otto Stenzel (* 1926).